# Crepidomanes fallax
Crepidomanes fallax är en hinnbräkenväxtart som först beskrevs av Christ, och fick sitt nu gällande namn av Ebihara och Dubuisson. Crepidomanes fallax ingår i släktet Crepidomanes och familjen Hymenophyllaceae. Inga underarter finns listade.